# Коммунистическая партия Нидерландов
Коммунистическая партия Нидерландов (нидерл. Communistische Partij van Nederland, CPN) — революционная политическая партия в Нидерландах в 1909—1991 годах.

## История

### Газета «De Tribune»: 1907
В 1907 году лидеры левого крыла Социал-демократической рабочей партии Нидерландов Ян Корнелис Сетон, Давид Вайнкоп, Герман Гортер, Антон Паннекук и Генриетта Роланд-Гольст основали журнал «De Tribune» (Трибуна), в котором критиковали партийное руководство. «Трибунисты» были ориентированы на ортодоксальный марксизм и являлись сторонниками пролетарской революции. В свою очередь, тогдашние лидеры социал-демократов обвинялись в реформизме и ориентации на парламентскую деятельность.
На партийном съезде в Девентере в 1908 году руководство социал-демократической партии потребовало прекратить публикации в «De Tribune» под угрозой исключения его редакции из партийных рядов. В следующем году «трибунисты» были исключены из СДРПН и основали Социал-демократическую партию (СДП, Sociaal Democratische Partij).
Таким образом, голландское социалистическое движение стало одним из тех, где раскол на умеренно-реформистскую социал-демократию и революционный марксизм был организационно оформлен ещё до Первой мировой войны и революции 1917 года в России, как в РСДРП в России (меньшевики и большевики) и БРСДП в Болгарии («широкие» и «тесняки»).
В 1910-е годы между СДРП и СДП шла борьба, усилившаяся в 1914 году. Тогда как «трибунисты» выступили против мировой войны, руководство «старой» социал-демократической партии провозгласило «гражданский мир», а парламентская фракция СДРП голосовала за военные кредиты. Члены СДП приняли участие в работе Циммервальдской левой — международного объединения левого крыла социал-демократов-интернационалистов. В частности, Антон Паннекук участвовал в издании журнала «Vorbote» («Предвестник»), печатного органа циммервальдцев. В 1917 году левые социал-демократы поддержали Октябрьскую революцию.
В 1917 году СДП участвовала в парламентских выборах, однако не получила ни одного места. На выборах 1918 года партию поддерживает 2,3 % избирателей, и она получает 2 места во Второй палате Генеральных штатов. В парламенте СДП формирует революционную фракцию с участием одного депутата от Лиги христианских социалистов (ЛХС, комбинировавшей марксизм и христианство) и одного от Социалистической партии (придерживавшейся революционного синдикализма и либертарного социализма). В 1919 году депутат от ЛХС (Вилли Крёйт) вступил в СДП, а депутат от Соцпартии (Харм Колтек) отошёл от сотрудничества и покинул революционную фракцию в парламенте.

### Вступление в Коминтерн: 1919
В апреле 1919 года партия принимает решение о присоединении к Коммунистическому интернационалу. Незадолго до этого, в ноябре 1918 года, она принимает название Коммунистической партии Голландии (КПГ, Communistische Partij van Holland).
В 1920 году между лидерами КПГ Антоном Паннекуком и Германом Гортером, с одной стороны, и Лениным, с другой, проходит дискуссия о тактике революционных организаций. Дискуссия нашла своё выражение в полемических трудах, в частности: «Детская болезнь левизны в коммунизме» Ленина и «Мировая революция и коммунистическая тактика» Паннекука. Большинство сторонников Паннекука и Гортера («коммунисты советов») в том же, 1920, году выходят из КПГ. В основе отстаиваемого ими «коммунизма рабочих советов» (рэтекоммунизм), бывшего разновидностью левокоммунистической критики ленинизма, лежало отрицание идеи партии как «авангарда пролетариата». Взамен партии и перспективы партийной диктатуры голландские ультралевые «коммунисты рабочих советов» ратовали за рабочую демократию, которая реализуется через федерацию рабочих советов, составленных из делегатов, избранных на рабочих местах и подлежащих отзыву в любой момент.
На выборах 1922 года КПГ получает 2 места в парламенте (1,8 % голосов). Одним из непрошедших в парламент кандидатов был Тан Малака — первый представитель Голландской Ост-Индии, баллотировавшийся на подобную должность в метрополии. Выборы 1925 года приносят компартии 1 место (1,2 % голосов).
Середина 1920-х годов была отмечена для партии множеством внутренних конфликтов. Эти события совпали по времени с борьбой между Троцким и Сталиным в РКП(б). Ещё в 1924 году Жак де Кадт со своими сторонниками вышли из компартии, создав Лигу коммунистической борьбы — Пропагандистские клубы (Bond van Kommunistische Strijd — en Propagandaclubs). Перед выборами 1925 года Давид Вайнкоп был заменен на посту председателя партии Луисом де Виссером. Вайнкоп, Хенк Снеевлит и другие лидеры компартии, в основном, выступавшие на стороне Троцкого, были из неё исключены. Снеевлит основал Революционный социалистический союз, преобразовавшийся затем в Революционную социалистическую партию (РСП). В 1926 году из компартии была исключена вся роттердамская ячейка. Многочисленные отколы от компартии послужили основой для формирования Коммунистической партии Голландии — Центрального комитета (КПГ-ЦК) во главе с Вайнкопом.
Все три партии — РСП, КПГ-ЦК и сталинистская КПГ (действовавшая теперь под именем КПГ, голландская секция Коммунистического интернационала) — участвовали во всеобщих выборах 1929 года. Каждая из компартий получила по одному месту в парламенте, РСП не получила ни одного. В 1930 году происходит воссоединение КПГ и большинства членов КПГ-ЦК.

### Мятеж на корабле «De Zeven Provinciën»: 1933
После мятежа на военном корабле «De Zeven Provinciën» (Семь провинций) в феврале 1933 года тема независимости Голландской Ост-Индии стала одной из главных на всеобщих выборах в том же году. Этот корабль нес службу в том регионе, и его состав был смешанного голландского и индонезийского происхождения. Часть команды подняла мятеж и захватила контроль над кораблем, когда судно находилось у северо-западной оконечности Суматры. Взяв управление на себя, команда направила корабль южнее вдоль побережья Суматры.
Спустя шесть дней, во время которых мятежники оставались бесконтрольными, голландский министр обороны Декерс (Laurentius Nicolaas Deckers) дал санкцию на атаку при помощи военной авиации. Одна из бомб попала в судно, в результате чего погибло двадцать три мятежника. После этого остальные мятежники сразу сдались. В ожесточенных споры, начавшихся немедленно после авиаудара, утверждалось, что задачей было лишь запугать восставшую команду, а произошедшая гибель моряков была непреднамеренной.
Мотивы мятежа находились в центре обсуждений тогдашнего общественного мнения. Голландские историки до сих пор ведут дискуссию о его первопричинах. Некоторые исследователи, такие как Луи де Йонг, полагают, что среди команды действовала активная коммунистическая ячейка. Вместе с тем, другой исследователь Ханс Блом утверждает, что мятеж был, в основном, спонтанным и незапланированным, и возник в результате протеста против сокращения оплаты и плохих условий труда. Профессор Петер Боомгаард связывает мятеж с довольно высоким уровнем социальных волнений и забастовок в Голландской Ост-Индии в течение периода 1932—1934 годов, которые колониальные власти пытались подавить с помощью силы.
На политическую жизнь Нидерландов мятеж оказал серьёзное влияние. Историк Луи де Йонг рассматривал его как одно из самых значительных событий в Голландии в 1930-е годы. Вышеупомянутый Ханс Блом отмечает, что основной эффект инцидента состоял в том, чтобы вызвать общественный сдвиг вправо, четко проявившийся в ходе всеобщих выборов, проходивших два месяца спустя, — в апреле 1933 года. Власти приступили к ликвидации социал-демократического влияния среди военно-морских профсоюзов и гражданских служащих. Эти действия власти были поддержаны офицерским корпусом, отмечает Блом, а также преимущественно пробуржуазными (Burgerlijk) общественно-политическими группами в стране, — кальвинистами, католиками и либералами.
На прошедших в апреле выборах социал-демократы потеряли 2 места в парламенте. Зато Антиреволюционная партия приобрела 2 места и её лидер Хендрикус Колийн занял в мае 1933 года пост премьер-министра. В связи с мятежом выросла популярность таких организаций, как Альянс за национальное возрождение (Verbond voor Nationaal Herstel), получивший поддержку 30 тысяч избирателей и 1 депутатское кресло, и Национал-социалистическое движение во главе с Антоном Мюссертом. Однако рост влияния ультраправых партий в Нидерландах оказался недолговечным и сменился спадом уже к концу 1930-х годов.
Компартия и Революционная социалистическая партия полностью поддержали мятежный экипаж корабля. Эти партии связывали мятеж с началом антиколониальной революции. КПН на выборах 1933 года увеличила своё представительство в парламенте до 4 человек, а РСП получила 1 депутатское кресло. По списку коммунистов в парламент прошёл индонезийский националист Рустам Эффенди, — первый депутат из Голландской Ост-Индии.

### Немецкая оккупация (1940—1945)
Партия активно участвовала в голландском движении Сопротивления.
- уже 15 мая 1940 года, на следующий день после немецкой оккупации Голландии, на совещании в Амстердаме руководство голландской коммунистической партии приняло решение о переходе на нелегальное положение и организации сопротивления немецким оккупантам. В июле 1940 года компартия была запрещена, часть её активистов была арестована.
- в ноябре 1940 года голландские коммунисты начали выпуск газеты «De Waarheid» («Правда»), также был налажен выпуск местных изданий («De Vonk», «Het Noorderlicht», «Het Compas», «Tribune») и распространение листовок. Несколько позже началось создание военной организации («Militair Contact»).
- 15 февраля 1941 года голландские коммунисты провели демонстрацию в Амстердаме[11];
- 17-18 февраля 1941 года голландская компартия организовала забастовку металлистов Амстердама в знак протеста против отправки голландских рабочих в Германию[11];
- 25 февраля 1941 года коммунисты совместно с профсоюзами организовали массовую забастовку, получившую название «Февральская стачка». Стачка против антисемитской политики нацистов[12][13] охватила все города Голландии и продолжалась в течение трех дней.
- Весной 1942 года по инициативе голландской коммунистической партии в стране была создана ещё одна подпольная организация «Нидерландская народная милиция» («De Nederlandse Volksmilitie»), в состав которой вошли коммунисты и беспартийные антифашисты. Под руководством С. Дормитса, активисты организации занимались саботажем и диверсиями на железных дорогах. В середине 1942 года организация понесла тяжёлые потери, были арестованы более 100 участников, однако оставшиеся активисты продолжили деятельность, в октябре 1942 года они взорвали крупный склад вермахта в Гааге[11].
- в начале 1943 года в результате проведения нескольких облав и агентурной работы немцы сумели нанести тяжёлый удар по руководству компартии Голландии — погибли двое из трёх членов «руководстящей тройки» КПН (Лу Янсен и Ян Дитерс), а также резервный член тройки Ян Янзен[14].
- в апреле 1943 года под руководством коммунистов был организован Совет сопротивления (Raad van Verzet).
- 14 ноября 1943 года был арестован секретарь КПН Корнелис Схалкер и 12 февраля 1944 года был расстрелян фашистами.

В период оккупации КПН действовала в союзе с антисталинистской Революционной социалистической рабочей партией (Revolutionair-Socialistische Arbeiderspartij) и её Фронтом Маркса-Ленина-Люксембург.
В целом, в период борьбы против фашистов погибло свыше половины членов компартии и почти весь состав Политбюро ЦК. Коммунисты, погибшие в борьбе с нацистскими оккупантами — например, Ханни Шафт — стали считаться символами Сопротивления и мучениками партии.

### «Холодная война»: 1945
На первых послевоенных выборах, проходивших в мае 1946 года, компартия получает 10,6 % голосов и 10 мест во Второй палате парламента. Также впервые она получает места в Первой палате. Победа на выборах безусловно связана с ролью компартии в Движении сопротивления. В дальнейшем популярность партии снижается. На выборах 1948 года партия теряет 2 места. В дальнейшем этот процесс продолжается — выборы 1959 года принесли коммунистам 3 места во Второй палате.
В 1956 году компартия поддерживает вторжение советских войск в Венгрию. После советской интервенции партийное бюро, находящееся в Феликс Меритис в Амстердаме, подверглось нападению со стороны противников вторжения.
В это же время внутри партии растет недовольство руководством во главе Саулем де Гротом. В 1958 году «Брюггруп» (Bruggroep) покидает компартию в связи с вопросов о деятельности коммунистического Единого профсоюза (Eenheidsvakcentrale). Лидерами группы были Гербен Вагенаар и Хенк Горзак, известные активисты Движения сопротивления. Активисты «Брюггруп» создает новую организацию — Социалистическую рабочую партию (СРП, Socialistische Werkerspartij). После неудачных для СРП выборов 1959 года большинство её членов присоединяется к Пацифистстской социалистической партии, объединившей многих бывших членов КПН, Партии за труд и других левых.
В 1945 и 1952 годах принимаются новые программы партии. В программных документах рассматриваются такие вопросы, как поддержка национально-освободительной борьбы в Индонезии, прекращение гонки вооружений и разработок ядерного оружия, ликвидация иностранных военных баз на территории страны, возвращение к политике нейтралитета, построение народно-демократического государства. В этот период происходит изоляция компартии со стороны других политических партий. Безоговорочная поддержка независимости Голландской Индии приводит к изоляции партии в парламенте. Жесткая позиция по многим вопросам, включая позицию против НАТО и ЕЭС, заблокировало участие партии в парламентских комитетах по иностранным делам, обороне и ядерной энергетике.
Конфликт между руководителями Китая и СССР также отражается на внутренней жизни компартии. В 1964 году от неё откалывается маоистская группа под названием Единое коммунистическое движение Нидерландов (марксистско-ленинское). В 1971 году из ЕКДН (м-л) выходит часть активистов, создавших организацию, ставшую затем известной как Социалистическая партия.

### «Новая ориентация»: 1964
21-й съезд КПН (1964) принял резолюцию о «новой ориентации политики партии». В 1966 году новым лидером партии становится Маркус Беккер. Де Грот становится почётным членов КПГ. «Новая ориентация» становится почвой для конфликта между КПН и КПСС. Голландские коммунисты осудили ввод советских войск в Чехословакию в 1968 году. В 1969 году КПН отказалась направить делегацию на международное Совещание коммунистических и рабочих партий.
В этот же период коммунисты завоевывают больше мест в парламенте, чем раньше. По итогам выборов 1967 года коммунисты получают 5 мест, 1971 — 6 мест, 1972 — 7 мест. Выборы 1977 года были отмечены жесткой борьбой между социал-демократами из Партии за труд и христианскими демократами. Большинство избирателей, симпатизировавших КПН, отдали свои голоса за социал-демократов. По итогам этих выборов коммунисты получили всего 2 депутатских кресла.
На всеобщих выборах 1981 года одним из основных вопросов было размещение американского ядерного оружия в Нидерландах. Коммунисты возглавляли одну из групп, занимавшихся этой проблемой, — Комитет против N-бомбы. В марте 1978 года в Амстердаме состоялся международный форум «Остановить нейтронную бомбу!». Более 1 миллиона голландцев подписались под требованием о запрещении этого оружия массового уничтожения. По итогам выборов 1981 года в парламент прошло 3 коммуниста.
В 1982 году у партии появляется свой первый мэр в небольшом городке Беерта в провинции Гронинген — эту должность заняла Ханнеке Ягерсма. До приближающихся парламентских выборов партия меняет своё руководство. Новым лидером становится Ина Браувер. В этот период партия начинает заниматься такими вопросами, как феминизм и права ЛГБТ. В ответ на это часть пролетарски-ориентированных активистов, учредивших газету «Манифест», пытается вернуть компартию на старый курс. В 1983 году они вышли из КПН и сформировали Лигу (Союз) коммунистов в Нидерландах (ЛКН, Verbond van Communisten In Nederland), которая после формального роспуска КПН совместно с группами бывших членов компартии сформировала Новую коммунистическую партию Нидерландов. В 1986 году КПН и ЛКН участвовали во всеобщих выборах, не получив ни одного места в парламенте.

### Роспуск партии: 1991
В 1989 году КПН объединилась с тремя другими левыми организациями: Пацифистской социалистической партией, прогрессивно-христианской зелёной Политической партией радикалов и левой протестантской Евангелической народной партией, сформировав партию «Зелёные Левые». В 1991 году КПН была официально распущена. ЛКН и члены компартии, вышедшие из неё в связи с несогласием с новым курсом, объединились в 1992 году в Новую коммунистическую партию Нидерландов (Nieuwe Communistische Partij Nederland), которая существует до сих пор.

## Партия

### Структура и органы
Высшим органом партии являлся съезд, а в промежутках между съездами — Центральный комитет (ЦК), который избирал для руководства текущей работой партии Президиум ЦК. Центральным органом организации являлась газета «De Waarheid» (Правда). Также выпускался теоретический журнал «Politick en Cultuur».

### Руководители СДП/КПГ/КПН

#### Председатели
- 1909—1925 — Давид Вайнкоп (David Wijnkoop)[19][20]
- 1925—1935 — Луи де Виссер (Louis Leonardus Hendrikus de Visser)[21]
- 1935—1944 — Николас Бёземакер (Nicolaas Beuzemaker)[22]
- 1944—1946 — вакантно
- 1946—1958 — Гербен Вагенар (Gerben Wagenaar)[23]
- 1958—1962 — вакантно
- 1962—1968 — Саул де Грот (Saul de Groot)[24]
- 1968—1982 — Хенк Хукстра (Henk Hoekstra)[25]
- 1982—1989 — Элли Изебауд (Elli Izeboud)[23]
- 1989—1991 — Труус Дивендаль (Truus Divendal)[23]

#### Политические секретари
- 1930—1938 — Корнелис Схалкер (Cornelis Schalker)[24]
- 1938—1962 — Саул де Грот (Saul de Groot)[24]

### Съезды
- 13-й съезд — 7—11 января 1946, Амстердам[26];
- 14-й съезд — 26—28 декабря 1947 года, Амстердам;
- 15-й съезд — 25—28 февраля 1950 года, Роттердам;
- 16-й съезд — 22—25 ноября 1952 года, Амстердам;
- 17-й съезд — 9—11 апреля 1955 года, Амстердам;
- 18-й съезд — 5—7 октября 1956 года, Амстердам;
- 19-й съезд — 26—29 декабря 1958 года, Амстердам;
- 20-й съезд — 20—22 мая 1961 года, Амстердам;
- 21-й съезд — 28—30 марта 1964 года, Амстердам;
- 22-й съезд — 22—24 декабря 1967 года, Амстердам;
- 23-й съезд — 6—8 февраля 1970 года, Амстердам;
- 24-й съезд — 26—28 июля 1972 года, Амстердам
- 25-й съезд — 5—7 июня 1975 года; Амстердам
- 26-й съезд — 20—22 января 1978 года; Амстердам
- 27-й съезд — 6—8 июня 1980 года; Амстердам
- 28-й съезд — 26—28 ноября 1982 года; Амстердам
- 29-й съезд — 4—5 февраля 1984 года; Амстердам
- 30-й съезд — 1—3 марта 1985 года; Амстердам
- 31-й съезд — 28—30 ноября 1986 года; Амстердам
- 32-й съезд — 7—9 апреля 1989 года; Амстердам
- 33-й съезд — 9—10 июня 1990 года; Амстердам
- 34-й съезд — 15 июня 1991 года; Амстердам